# Cupa Orașelor Târguri 1966-1967
Cupa Orașelor Târguri 1966-1967 a fost cea de-a noua ediție a Cupei Orașelor Târguri. Competiția a fost câștigată, în premieră, de NK Dinamo Zagreb care a învins-o în finală pe Leeds United AFC. Deținătoarea trofeului, FC Barcelona a fost eliminată în șaisprezecimi, pierzând ambele meciuri. Reprezentanta României, AS Dinamo Pitești a fost eliminată în optimi de către viitoarea câștigătoare a competiției. A fost prima ediție în care nu s-au mai disputat meciuri de baraj, intrând în vigoare regula golurilor marcate în deplasare.

## Meciuri preliminarii
| Echipa 1                 | Total | Echipa 2                           | Turul I | Turul II |
| ------------------------ | ----- | ---------------------------------- | ------- | -------- |
| Djurgårdens IF Stockholm | 2 – 5 | 1. FC Lokomotive Leipzig           | 1 – 3   | 1 – 2    |
| Frigg Oslo FK            | 2 – 6 | Dunfermline Athletic FC            | 1 – 3   | 1 – 3    |
| Wiener Sport-Club        | 2 – 5 | SSC Napoli SpA                     | 1 – 2   | 1 – 3    |
| Aris Salonic FC          | 0 – 7 | Juventus FC Torino                 | 0 – 2   | 0 – 5    |
| Göztepe AŞ Izmir         | 1 – 5 | Bologna FC                         | 1 – 2   | 1 – 3    |
| VV DOS Utrecht           | 4 – 3 | FC Basel 1893                      | 2 – 1   | 2 – 2    |
| NK Olimpija Ljubljana    | 3 – 6 | Ferencvárosi TC Budapesta          | 3 – 3   | 0 – 3    |
| 1. FC Nürnberg VfL eV    | 1 – 4 | Valencia CF                        | 1 – 2   | 0 – 2    |
| Spartak ZJŠ Brno         | 2 – 2 | NK Dinamo Zagreb                   | 2 – 0   | 0 – 2    |
| VfB Stuttgart 1893 eV    | 1 – 3 | Burnley FC                         | 1 – 1   | 0 – 2    |
| OGC Nisa                 | 3 – 4 | Örgryte IS Göteborg                | 2 – 2   | 1 – 2    |
| FK Steaua Roșie Belgrad  | 5 – 2 | Athletic Club Bilbao               | 5 – 0   | 0 – 2    |
| Union Luxemburg          | 0 – 2 | Royal Antwerp FC                   | 0 – 1   | 0 – 1    |
| Drumcondra FC Dublin     | 1 – 8 | SG Eintracht Frankfurt von 1899 eV | 0 – 2   | 1 – 6    |
| FC Porto                 | 3 – 3 | FC Girondins de Bordeaux           | 2 – 1   | 1 – 2    |
| AS Dinamo Pitești        | 4 – 2 | Sevilla FC SAD                     | 2 – 0   | 2 – 2    |

| Calificate direct:  | Calificate direct:      | Calificate direct:    | Calificate direct:      |
| ------------------- | ----------------------- | --------------------- | ----------------------- |
| RFC de Liège        | AFC DWS Amsterdam       | Leeds United AFC      | FC Lausanne-Sport       |
| RAA Gent            | Toulouse FC             | Kilmarnock FC         | Boldklubben 1909 Odense |
| FC Barcelona        | Dundee United FC        | DFS Spartak Plovdiv   | SL Benfica Lisabona     |
| TJ Sparta ČKD Praga | West Bromwich Albion FC | Hvidovre IF Copenhaga | Vitória FC Setúbal      |

### Turul I
| Djurgårdens IF Stockholm | 1 – 3 | 1. FC Lokomotive Leipzig        |
| ------------------------ | ----- | ------------------------------- |
| Persson 60'              |       | Frenzel 45' Löwe 53' Berger 63' |

| Frigg Oslo FK | 1 – 3 | Dunfermline Athletic FC        |
| ------------- | ----- | ------------------------------ |
| Pettersen 1'  |       | Callaghan 36' Fleming 46', 50' |

| Wiener Sport-Club | 1 – 2 | SSC Napoli SpA       |
| ----------------- | ----- | -------------------- |
| Knoll 42'         |       | Cané 36' Orlando 73' |

| Aris FC Salonic | 0 – 2 | Juventus FC Torino         |
| --------------- | ----- | -------------------------- |
|                 |       | del Sol 30' Menichelli 52' |

| Göztepe AŞ Izmir | 1 – 2 | Bologna FC              |
| ---------------- | ----- | ----------------------- |
| Yazar 69'        |       | Vastola 17' Nielsen 60' |

| VV DOS Utrecht       | 2 – 1 | FC Basel 1893 |
| -------------------- | ----- | ------------- |
| Stocker 18' Wery 65' |       | Odermatt 15'  |

| NK Olimpija Ljubljana                   | 3 – 3 | Ferencvárosi TC Budapesta  |
| --------------------------------------- | ----- | -------------------------- |
| Frančeškin 35' Kokot 80' Arslanagić 88' |       | Albert 23', 68' Rákosi 66' |

| 1. FC Nürnberg VfL eV | 1 – 1 | Valencia CF                 |
| --------------------- | ----- | --------------------------- |
| Strehl 18'            |       | Pep Claramunt 24' Waldo 41' |

| Spartak ZJŠ Brno     | 2 – 0 | NK Dinamo Zagreb |
| -------------------- | ----- | ---------------- |
| Mesić 10' Bubník 79' |       |                  |

| VfB Stuttgart 1893 eV | 1 - 1 | Burnley FC |
| --------------------- | ----- | ---------- |
| Weiß 56' (pen.)       |       | Irvine 17' |

| OGC Nisa              | 2 – 2 | Örgryte IS Göteborg |
| --------------------- | ----- | ------------------- |
| Santos 66' Loubet 80' |       | Simonsson 42', 55'  |

| FK Steaua Roșie Belgrad                                     | 5 – 0 | Athletic Club Bilbao |
| ----------------------------------------------------------- | ----- | -------------------- |
| Mihajlović 30' Džajić 41', 58' (pen.) Ostojić 75' Melić 87' |       |                      |

| Union Luxemburg | 0 – 1 | Royal Antwerp FC |
| --------------- | ----- | ---------------- |
|                 |       | van Moer 23'     |

| Drumcondra FC Dublin | 0 – 2 | SG Eintracht Frankfurt von 1899 eV |
| -------------------- | ----- | ---------------------------------- |
|                      |       | Lotz 25', 30'                      |

| FC Porto                            | 2 – 1 | FC Girondins de Bordeaux |
| ----------------------------------- | ----- | ------------------------ |
| Custódio Pinto 58' (pen.) Pavão 70' |       | Robuschi 82'             |

| AS Dinamo Pitești | 2 – 0 | Sevilla FC SAD |
| ----------------- | ----- | -------------- |
| Radu I 2' Nagy 9' |       |                |

### Turul II
| Juventus FC Torino                                    | 5 – 0 | Aris FC Salonic |
| ----------------------------------------------------- | ----- | --------------- |
| Menichelli 32' Favalli 36', 87' De Paoli 65' Gori 81' |       |                 |

Juventus FC Torino s-a calificat cu scorul general 7–0.
| FC Basel 1893     | 2 – 2 | VV DOS Utrecht              |
| ----------------- | ----- | --------------------------- |
| Frigerio 59', 62' |       | Wery 69' van der Linden 78' |

VV DOS Utrecht s-a calificat cu scorul general 4–3.
| 1. FC Lokomotive Leipzig     | 2 – 1 | Djurgårdens IF Stockholm |
| ---------------------------- | ----- | ------------------------ |
| Trölitzschl 24' Karlsson 68' |       | Wieståhl 69'             |

1. FC Lokomotive Leipzig s-a calificat cu scorul general 5–2.
| Burnley FC              | 2 – 0 | VfB Stuttgart 1893 eV |
| ----------------------- | ----- | --------------------- |
| Coates 57' Lochhead 78' |       |                       |

Burnley FC s-a calificat cu scorul general 3–1.
| Örgryte IS Göteborg       | 2 – 1 | OGC Nisa        |
| ------------------------- | ----- | --------------- |
| Simonsson 52' Hansson 57' |       | Barrionuevo 83' |

Örgryte IS Göteborg s-a calificat cu scorul general 4–3.
| Dunfermline Athletic FC        | 3 – 1 | Frigg Oslo FK |
| ------------------------------ | ----- | ------------- |
| Delaney 10', 40' Callaghan 28' |       | Ballanrud 1'  |

Dunfermline Athletic FC s-a calificat cu scorul general 6–2.
| Bologna FC                      | 3 – 1 | Göztepe AŞ Izmir |
| ------------------------------- | ----- | ---------------- |
| Pace 32', 59' Haller 36' (pen.) |       | Kiraz 64'        |

Bologna FC s-a calificat cu scorul general 5–1.
| Athletic Club Bilbao | 2 – 0 | FK Steaua Roșie Belgrad |
| -------------------- | ----- | ----------------------- |
| Estéfano 53', 88'    |       |                         |

FK Steaua Roșie Belgrad s-a calificat cu scorul general 5–2.
| Royal Antwerp FC | 1 – 0 | Union Luxemburg |
| ---------------- | ----- | --------------- |
| Janssen 30'      |       |                 |

Royal Antwerp FC s-a calificat cu scorul general 2–0.
| Ferencvárosi TC Budapesta             | 3 – 0 | NK Olimpija Ljubljana |
| ------------------------------------- | ----- | --------------------- |
| Albert 9' Rákosi 10' Zoltán Varga 75' |       |                       |

Ferencvárosi TC Budapesta s-a calificat cu scorul general 6–3.
| Valencia CF         | 2 – 0 | 1. FC Nürnberg VfL eV |
| ------------------- | ----- | --------------------- |
| Ansola 4' Waldo 14' |       |                       |

Valencia CF s-a calificat cu scorul general 4–1.
| NK Dinamo Zagreb     | 2 - 0 (d.p.) | Spartak ZJŠ Brno |
| -------------------- | ------------ | ---------------- |
| Zambata 4' Jukić 73' |              |                  |

La scorul general 2–2, NK Dinamo Zagreb s-a calificat în urma tragerii la sorți.
| SG Eintracht Frankfurt von 1899 eV                    | 6 – 1 | Drumcondra FC Dublin |
| ----------------------------------------------------- | ----- | -------------------- |
| Kraus 5', 56' Lotz 14' Kenny 45' Huberts 60' Solz 72' |       | Whelan 12'           |

SG Eintracht Frankfurt von 1899 eV s-a calificat cu scorul general 8–1.
| FC Girondins de Bordeaux | 2 – 1 | FC Porto   |
| ------------------------ | ----- | ---------- |
| Texier 40' Couécou 70'   |       | Djalma 35' |

La scorul general 3–3, FC Girondins de Bordeaux s-a calificat în urma tragerii la sorți.
| Sevilla FC SAD         | 2 – 2 | AS Dinamo Pitești  |
| ---------------------- | ----- | ------------------ |
| Diéguez 15' Cabral 75' |       | Prepurgel 65', 70' |

AS Dinamo Pitești s-a calificat cu scorul general 4–2.
| SSC Napoli SpA                  | 3 – 1 | Wiener Sport-Club |
| ------------------------------- | ----- | ----------------- |
| Cané 10' Sivori 25' Bianchi 26' |       | Schmidt 45'       |

SSC Napoli SpA s-a calificat cu scorul general 5–2.

## Șaisprezecimi de finală
| Echipa 1                           | Total | Echipa 2                  | Turul I | Turul II |
| ---------------------------------- | ----- | ------------------------- | ------- | -------- |
| 1. FC Lokomotive Leipzig           | 2 – 1 | RFC de Liège              | 0 – 0   | 2 – 1    |
| AFC DWS Amsterdam                  | 2 – 8 | Leeds United AFC          | 1 – 3   | 1 – 5    |
| FC Lausanne-Sport                  | 1 – 8 | Burnley FC                | 1 – 3   | 0 – 5    |
| RAA Gent                           | 1 – 0 | FC Girondins de Bordeaux  | 1 – 0   | 0 – 0    |
| Toulouse FC                        | 4 – 5 | AS Dinamo Pitești         | 3 – 0   | 1 – 5    |
| Örgryte IS Göteborg                | 1 – 7 | Ferencvárosi TC Budapesta | 0 – 0   | 1 – 7    |
| Royal Antwerp FC                   | 2 – 8 | Kilmarnock FC             | 0 – 1   | 2 – 7    |
| Boldklubben 1909 Odense            | 2 – 6 | SSC Napoli SpA            | 1 – 4   | 1 – 2    |
| Valencia CF                        | 3 – 1 | FK Steaua Roșie Belgrad   | 1 – 0   | 2 – 1    |
| FC Barcelona                       | 1 – 4 | Dundee United FC          | 1 – 2   | 0 – 2    |
| Dunfermline Athletic FC            | 4 – 4 | NK Dinamo Zagreb          | 4 – 2   | 0 – 2    |
| DFS Spartak Plovdiv                | 1 – 4 | SL Benfica Lisabona       | 1 – 1   | 0 – 3    |
| TJ Sparta ČKD Praga                | 3 – 4 | Bologna FC                | 2 – 2   | 1 – 2    |
| VV DOS Utrecht                     | 3 – 6 | West Bromwich Albion FC   | 1 – 1   | 2 – 5    |
| SG Eintracht Frankfurt von 1899 eV | 7 – 3 | Hvidovre IF Copenhaga     | 5 – 1   | 2 – 2    |
| Juventus FC Torino                 | 5 – 1 | Vitória FC Setúbal        | 3 – 1   | 2 – 0    |

### Turul I
| 1. FC Lokomotive Leipzig | 0 – 0 | RFC de Liège |
| ------------------------ | ----- | ------------ |
|                          |       |              |

| AFC DWS Amsterdam | 1 – 3 | Leeds United AFC                         |
| ----------------- | ----- | ---------------------------------------- |
| Boogaard 48'      |       | Bremner 11' Johanneson 22' Greenhoff 49' |

| FC Lausanne-Sport | 1 – 3 | Burnley FC                         |
| ----------------- | ----- | ---------------------------------- |
| Armbruster 17'    |       | Coates 29' Harris 44' Lochhead 87' |

| RAA Gent    | 1 – 0 | FC Girondins de Bordeaux |
| ----------- | ----- | ------------------------ |
| Lippens 80' |       |                          |

| Toulouse FC                  | 3 – 0 | AS Dinamo Pitești |
| ---------------------------- | ----- | ----------------- |
| Soukane 32' Dorsini 42', 44' |       |                   |

| Örgryte IS Göteborg | 0 – 0 | Ferencvárosi TC Budapesta |
| ------------------- | ----- | ------------------------- |
|                     |       |                           |

| Royal Antwerp FC | 0 – 1 | Kilmarnock FC |
| ---------------- | ----- | ------------- |
| Bohez 78'        |       | McInally 15'  |

| Boldklubben 1909 Odense | 1 – 4 | SSC Napoli SpA                       |
| ----------------------- | ----- | ------------------------------------ |
| Haastrup 8'             |       | Sívori 9', 20' Altafini 49' Cané 52' |

| Valencia CF | 1 – 0 | FK Steaua Roșie Belgrad |
| ----------- | ----- | ----------------------- |
| Ansola 67'  |       |                         |

| FC Barcelona | 1 – 2 | Dundee United FC              |
| ------------ | ----- | ----------------------------- |
| Fusté 82'    |       | Hainey 11' Seemann 54' (pen.) |

| Dunfermline Athletic FC                         | 4 – 2 | NK Dinamo Zagreb         |
| ----------------------------------------------- | ----- | ------------------------ |
| Delaney 7' Edwards 59' (pen.) Ferguson 75', 83' |       | Gucmirtl 11' Zambata 55' |

| DFS Spartak Plovdiv | 1 – 1 | SL Benfica Lisabona |
| ------------------- | ----- | ------------------- |
| Dishkov 30'         |       | Eusébio 4'          |

| TJ Sparta ČKD Praga     | 2 – 2 | Bologna FC                 |
| ----------------------- | ----- | -------------------------- |
| Mašek 10' Pospíchal 81' |       | Turra 3' Haller 70' (pen.) |

| VV DOS Utrecht     | 1 – 1 | West Bromwich Albion FC |
| ------------------ | ----- | ----------------------- |
| van der Linden 83' |       | Hope 22'                |

| SG Eintracht Frankfurt von 1899 eV                     | 5 – 1 | Hvidovre IF Copenhaga |
| ------------------------------------------------------ | ----- | --------------------- |
| Lotz 18' Huberts 65' Schämer 73' Solz 81' Bronnert 86' |       | Hansen 8'             |

| Juventus FC Torino                  | 3 – 1 | Vitória FC Setúbal |
| ----------------------------------- | ----- | ------------------ |
| Castano 72' Favalli 75' del Sol 88' |       | Carlos Manuel 10'  |

### Turul II
| Burnley FC                                   | 5 – 0 | FC Lausanne-Sport |
| -------------------------------------------- | ----- | ----------------- |
| Lochhead 26', 32', 74' O’Neil 55' Irvine 59' |       |                   |

Burnley FC s-a calificat cu scorul general 8–1.
| FC Girondins de Bordeaux | 0 – 0 | RAA Gent |
| ------------------------ | ----- | -------- |
|                          |       |          |

RAA Gent s-a calificat cu scorul general 1–0.
| Leeds United AFC                                      | 5 – 1 | AFC DWS Amsterdam |
| ----------------------------------------------------- | ----- | ----------------- |
| Johanneson 21', 24', 68' Giles 42' (pen.) Madeley 61' |       | Geurtsen 75'      |

Leeds United AFC s-a calificat cu scorul general 8–2.
| AS Dinamo Pitești                                                   | 5 – 1 | Toulouse FC               |
| ------------------------------------------------------------------- | ----- | ------------------------- |
| Popescu 11' · David 19' · Dobrin 50' · Radu I 55', 59' · Țurcan 90' |       | Dorsini 11' · Wojciak 42' |

AS Dinamo Pitești s-a calificat cu scorul general 5–4.
| RFC de Liège | 1 – 2 | 1. FC Lokomotive Leipzig |
| ------------ | ----- | ------------------------ |
| Genschik 65' |       | Löwe 31', 66'            |

1. FC Lokomotive Leipzig s-a calificat cu scorul general 2–1.
| Ferencvárosi TC Budapesta                          | 7 – 1 | Örgryte IS Göteborg |
| -------------------------------------------------- | ----- | ------------------- |
| Németh 2', 54' Albert 10', 26', 49', 80' Szőke 70' |       | Magnusson 60'       |

Ferencvárosi TC Budapesta s-a calificat cu scorul general 7–1.
| Kilmarnock FC                                                            | 7 – 2 | Royal Antwerp FC            |
| ------------------------------------------------------------------------ | ----- | --------------------------- |
| McInally 6', 49' Queen 17' (pen.), 51' McLean 33' (pen.), 48' Watson 69' |       | Beyers 72' van de Velde 79' |

Kilmarnock FC s-a calificat cu scorul general 8–2.
| SSC Napoli SpA         | 2 – 1 | Boldklubben 1909 Odense |
| ---------------------- | ----- | ----------------------- |
| Braca 84' Altafini 85' |       | Haastrup 8'             |

SSC Napoli SpA s-a calificat cu scorul general 6–2.
| NK Dinamo Zagreb | 2 - 0 | Dunfermline Athletic FC |
| ---------------- | ----- | ----------------------- |
| Zambata 32', 77' |       |                         |

La scorul general 4–4, NK Dinamo Zagreb s-a calificat datorită numărului mai mare de goluri marcate în deplasare.
| FK Steaua Roșie Belgrad | 1 – 2 | Valencia CF    |
| ----------------------- | ----- | -------------- |
| Ostojić 68'             |       | Waldo 39', 44' |

Valencia CF s-a calificat cu scorul general 3–1.
| West Bromwich Albion FC                       | 5 – 2 | VV DOS Utrecht             |
| --------------------------------------------- | ----- | -------------------------- |
| Brown 12' (pen.), 63', 88' Clark 51' Kaye 67' |       | de Vroet 58' de Kuyper 72' |

West Bromwich Albion FC s-a calificat cu scorul general 6–3.
| Dundee United FC        | 2 – 0 | FC Barcelona |
| ----------------------- | ----- | ------------ |
| Mitchell 18' Hainey 49' |       |              |

Dundee United FC s-a calificat cu scorul general 4–1.
| SL Benfica Lisabona                   | 3 – 0 | DFS Spartak Plovdiv |
| ------------------------------------- | ----- | ------------------- |
| Eusébio 53' José Torres 55' Dimov 76' |       |                     |

SL Benfica Lisabona s-a calificat cu scorul general 4–1.
| Hvidovre IF Copenhaga | 2 – 2 | SG Eintracht Frankfurt von 1899 eV |
| --------------------- | ----- | ---------------------------------- |
| Larsen 18' Olsen 33'  |       | Bronnert 12' Schämer 50'           |

SG Eintracht Frankfurt von 1899 eV s-a calificat cu scorul general 7–3.
| Bologna FC     | 2 – 1 | TJ Sparta ČKD Praga |
| -------------- | ----- | ------------------- |
| Haller 9', 46' |       | Jurkanin 21'        |

Bologna FC s-a calificat cu scorul general 4–3.
| Hvidovre IF Copenhaga | 2 – 2 | SG Eintracht Frankfurt von 1899 eV |
| --------------------- | ----- | ---------------------------------- |
| Larsen 18' Olsen 33'  |       | Bronnert 12' Schämer 50'           |

SG Eintracht Frankfurt von 1899 eV s-a calificat cu scorul general 7–3.
| Vitória FC Setúbal | 0 – 2 | Juventus FC Torino    |
| ------------------ | ----- | --------------------- |
|                    |       | Gori 10' De Paoli 51' |

Juventus FC Torino s-a calificat cu scorul general 5–1.

## Optimi de finală
| Echipa 1                           | Total | Echipa 2                  | Turul I | Turul II |
| ---------------------------------- | ----- | ------------------------- | ------- | -------- |
| 1. FC Lokomotive Leipzig           | 4 – 3 | SL Benfica Lisabona       | 3 – 1   | 1 – 2    |
| Kilmarnock FC                      | 3 – 1 | RAA Gent                  | 1 – 0   | 2 – 1    |
| Leeds United AFC                   | 3 – 1 | Valencia CF               | 1 – 1   | 2 – 0    |
| Bologna FC                         | 6 – 1 | West Bromwich Albion FC   | 3 – 0   | 3 – 1    |
| SSC Napoli SpA                     | 0 – 3 | Burnley FC                | 0 – 0   | 0 – 3    |
| Juventus FC Torino                 | 3 – 1 | Dundee United FC          | 3 – 0   | 0 – 1    |
| AS Dinamo Pitești                  | 0 – 1 | NK Dinamo Zagreb          | 0 – 1   | 0 – 0    |
| SG Eintracht Frankfurt von 1899 eV | 5 – 3 | Ferencvárosi TC Budapesta | 4 – 1   | 1 – 2    |

### Turul I
| 1. FC Lokomotive Leipzig            | 3 – 1 | SL Benfica Lisabona |
| ----------------------------------- | ----- | ------------------- |
| Jacinto Santos 25' Frenzel 47', 51' |       | José Augusto 40'    |

| Kilmarnock FC | 1 – 0 | RAA Gent |
| ------------- | ----- | -------- |
| Murray 36'    |       |          |

| Leeds United AFC | 1 – 1 | Valencia CF       |
| ---------------- | ----- | ----------------- |
| Greenhoff 11'    |       | Pep Claramunt 75' |

| Bologna FC                       | 3 – 0 | West Bromwich Albion FC |
| -------------------------------- | ----- | ----------------------- |
| Turra 37' Nielsen 39' Haller 78' |       |                         |

| SSC Napoli SpA | 0 – 0 | Burnley FC |
| -------------- | ----- | ---------- |
|                |       |            |

| Juventus FC Torino                 | 3 – 0 | Dundee United FC |
| ---------------------------------- | ----- | ---------------- |
| Chinesinho 27', 67' Menichelli 66' |       |                  |

| AS Dinamo Pitești | 0 – 1 | NK Dinamo Zagreb |
| ----------------- | ----- | ---------------- |
|                   |       | Zambata 17'      |

| SG Eintracht Frankfurt von 1899 eV | 4 – 1 | Ferencvárosi TC Budapesta |
| ---------------------------------- | ----- | ------------------------- |
| Lotz 4' Abbé 9', 68' Huberts 86'   |       | Albert 45'                |

### Turul II
| RAA Gent      | 1 – 2 (d.p.) | Kilmarnock FC       |
| ------------- | ------------ | ------------------- |
| Ghellynck 78' |              | McInally 112', 114' |

Kilmarnock FC s-a calificat cu scorul general 3–1.
| Valencia CF | 0 – 2 | Leeds United AFC     |
| ----------- | ----- | -------------------- |
|             |       | Giles 7' Lorimer 87' |

Leeds United AFC s-a calificat cu scorul general 3–1.
| Burnley FC                         | 3 – 0 | SSC Napoli SpA |
| ---------------------------------- | ----- | -------------- |
| Coates 2' Latcham 22' Lochhead 51' |       | Panzanato 34'  |

Burnley FC s-a calificat cu scorul general 3–0.
| Ferencvárosi TC Budapesta  | 2 – 1 | SG Eintracht Frankfurt von 1899 eV |
| -------------------------- | ----- | ---------------------------------- |
| Rákosi 5' Novák 61' (pen.) |       | Huberts 10'                        |

SG Eintracht Frankfurt von 1899 eV s-a calificat cu scorul general 5–3.
| NK Dinamo Zagreb | 0 - 0 | AS Dinamo Pitești |
| ---------------- | ----- | ----------------- |
|                  |       |                   |

NK Dinamo Zagreb s-a calificat cu scorul general 1–0.
| SL Benfica Lisabona     | 2 – 1 | 1. FC Lokomotive Leipzig |
| ----------------------- | ----- | ------------------------ |
| Eusébio 65' (pen.), 88' |       | Frenzel 81'              |

1. FC Lokomotive Leipzig s-a calificat cu scorul general 4–3.
| West Bromwich Albion FC | 1 – 3 | Bologna FC                      |
| ----------------------- | ----- | ------------------------------- |
| Fairfax 54'             |       | Nielsen 37', 64' Bulgarelli 43' |

Bologna FC s-a calificat cu scorul general 6–1.
| Dundee United FC | 1 – 0 | Juventus FC Torino |
| ---------------- | ----- | ------------------ |
| Døssing 80'      |       |                    |

Juventus FC Torino s-a calificat cu scorul general 3–1.

## Sferturi de finală
| Echipa 1                           | Total | Echipa 2         | Turul I | Turul II |
| ---------------------------------- | ----- | ---------------- | ------- | -------- |
| Bologna FC                         | 1 – 1 | Leeds United AFC | 1 – 0   | 0 – 1    |
| Juventus FC Torino                 | 2 – 5 | NK Dinamo Zagreb | 2 – 2   | 0 – 3    |
| SG Eintracht Frankfurt von 1899 eV | 3 – 2 | Burnley FC       | 1 – 1   | 2 – 1    |
| 1. FC Lokomotive Leipzig           | 1 – 2 | Kilmarnock FC    | 1 – 0   | 0 – 2    |

### Turul I
| Bologna FC  | 1 – 0 | Leeds United AFC |
| ----------- | ----- | ---------------- |
| Nielsen 63' |       |                  |

| Juventus FC Torino      | 2 – 2 | NK Dinamo Zagreb |
| ----------------------- | ----- | ---------------- |
| Zigoni 4' Stacchini 77' |       | Jukić 13', 69'   |

| SG Eintracht Frankfurt von 1899 eV | 1 – 1 | Burnley FC |
| ---------------------------------- | ----- | ---------- |
| Friedrich 35'                      |       | Miller 60' |

| 1. FC Lokomotive Leipzig | 1 – 0 | Kilmarnock FC |
| ------------------------ | ----- | ------------- |
| Berger 3'                |       |               |

### Turul II
| Burnley FC | 1 – 2 | SG Eintracht Frankfurt von 1899 eV |
| ---------- | ----- | ---------------------------------- |
| Miller 58' |       | Lotz 34' Huberts 71'               |

SG Eintracht Frankfurt von 1899 eV s-a calificat cu scorul general 3–2.
| Leeds United AFC | 1 – 0 (d.p.) | Bologna FC |
| ---------------- | ------------ | ---------- |
| Giles 9' (pen.)  |              |            |

La scorul general 1–1, Leeds United AFC s-a calificat în urma tragerii la sorți.
| NK Dinamo Zagreb             | 3 - 0 | Juventus FC Torino |
| ---------------------------- | ----- | ------------------ |
| Novak 4' Mesić 67' Belin 73' |       |                    |

NK Dinamo Zagreb s-a calificat cu scorul general 5–2.
| Kilmarnock FC         | 2 – 0 | 1. FC Lokomotive Leipzig |
| --------------------- | ----- | ------------------------ |
| Murray 9' McIlroy 65' |       |                          |

Kilmarnock FC s-a calificat cu scorul general 2–1.

## Semifinale
| Echipa 1                           | Total | Echipa 2         | Turul I | Turul II |
| ---------------------------------- | ----- | ---------------- | ------- | -------- |
| Leeds United AFC                   | 4 – 2 | Kilmarnock FC    | 4 – 2   | 0 – 0    |
| SG Eintracht Frankfurt von 1899 eV | 3 – 4 | NK Dinamo Zagreb | 3 – 0   | 0 – 4    |

### Turul I
| Leeds United AFC                     | 4 – 2 | Kilmarnock FC    |
| ------------------------------------ | ----- | ---------------- |
| Belfitt 1', 4', 31' Giles 38' (pen.) |       | McIlroy 21', 35' |

| SG Eintracht Frankfurt von 1899 eV         | 3 – 0 | NK Dinamo Zagreb |
| ------------------------------------------ | ----- | ---------------- |
| Grabowski 13' (pen.) Bechtold 14' Solz 67' |       |                  |

### Turul II
| Kilmarnock FC | 0 – 0 | Leeds United AFC |
| ------------- | ----- | ---------------- |
|               |       |                  |

Leeds United AFC s-a calificat cu scorul general 4–2.
| NK Dinamo Zagreb                                     | 3 - 0 (d.p.) | SG Eintracht Frankfurt von 1899 eV |
| ---------------------------------------------------- | ------------ | ---------------------------------- |
| Zambata 14' Novak 15' Gucmirtl 87' Belin 102' (pen.) |              |                                    |

NK Dinamo Zagreb s-a calificat cu scorul general 4–3.

## Finala

### Turul I
| NK Dinamo Zagreb | NK Dinamo Zagreb | Leeds United AFC | Leeds United AFC |
| | \| Finala \| \| 30 august 1967, ora 18:30 la Zagreb (Maksimir) \| \| Scor: 2:0 (1-0) \| \| Spectatori: 31.800 \| \| Arbitru: Adolfo Bueno Perales (Spania) \|                     |                  |                  |
| Zlatko Škorić – Branko Gračanin, Marijan Brnčić – Rudolf Belin, Mladen Ramljak, Filip Blašković – Marijan Čerček, Denijal Pirić, Slaven Zambata , Josip Gucmirtl, Krasnodar Rora Antrenor: Ivica Horvat și Branko Zebec | Gary Sprake – Paul Reaney, Terry Cooper – Billy Bremner , Jack Charlton , Norman Hunter – Mick Bates, Peter Lorimer, Rod Belfitt, Eddie Gray, Michael O’Grady Antrenor: Don Revie |                  |                  |
| 1:0 Marijan Čerček (39) 2:0 Krasnodar Rora (59) | |                  |                  |
| Finala | |                  |                  |
| 30 august 1967, ora 18:30 la Zagreb (Maksimir) | |                  |                  |
| Scor: 2:0 (1-0) | |                  |                  |
| Spectatori: 31.800 | |                  |                  |
| Arbitru: Adolfo Bueno Perales (Spania) | |                  |                  |

### Turul II
| Leeds United AFC | Leeds United AFC | NK Dinamo Zagreb | NK Dinamo Zagreb |
| | \| Finala \| \| 6 septembrie 1967, ora 19:30 la Leeds (Elland Road) \| \| Scor: 0:0 (0-0) \| \| Spectatori: 35.604 \| \| Arbitru: Antonio Sbardella (Italia) \|                                                         |                  |                  |
| Gary Sprake – Willie Bell, Terry Cooper – Billy Bremner , Jack Charlton , Norman Hunter – Paul Reaney, Rod Belfitt, Jimmy Greenhoff, Johnny Giles, Michael O’Grady Antrenor: Don Revie | Zlatko Škorić – Branko Gračanin, Marijan Brnčić – Rudolf Belin, Mladen Ramljak, Filip Blašković – Marijan Čerček, Denijal Pirić, Slaven Zambata , Josip Gucmirtl, Krasnodar Rora Antrenor: Ivica Horvat și Branko Zebec |                  |                  |
| Finala | |                  |                  |
| 6 septembrie 1967, ora 19:30 la Leeds (Elland Road) | |                  |                  |
| Scor: 0:0 (0-0) | |                  |                  |
| Spectatori: 35.604 | |                  |                  |
| Arbitru: Antonio Sbardella (Italia) | |                  |                  |

## Golgheteri
| Poz. | Nume            | Echipa              | Goluri |
| ---- | --------------- | ------------------- | ------ |
| 1    | Flórián Albert  | Ferencváros         | 8      |
| 2    | Andy Lochhead   | Burnley             | 6      |
| 2    | Oskar Lotz      | Eintracht Frankfurt | 6      |
| 2    | Slaven Zambata  | Dinamo Zagreb       | 6      |
| 5    | Helmut Haller   | Bologna             | 5      |
| 5    | Harald Nielsen  | Bologna             | 5      |
| 5    | Wilhelm Huberts | Eintracht Frankfurt | 5      |

Source: rsssf.com